# Reyerta (Derecho)

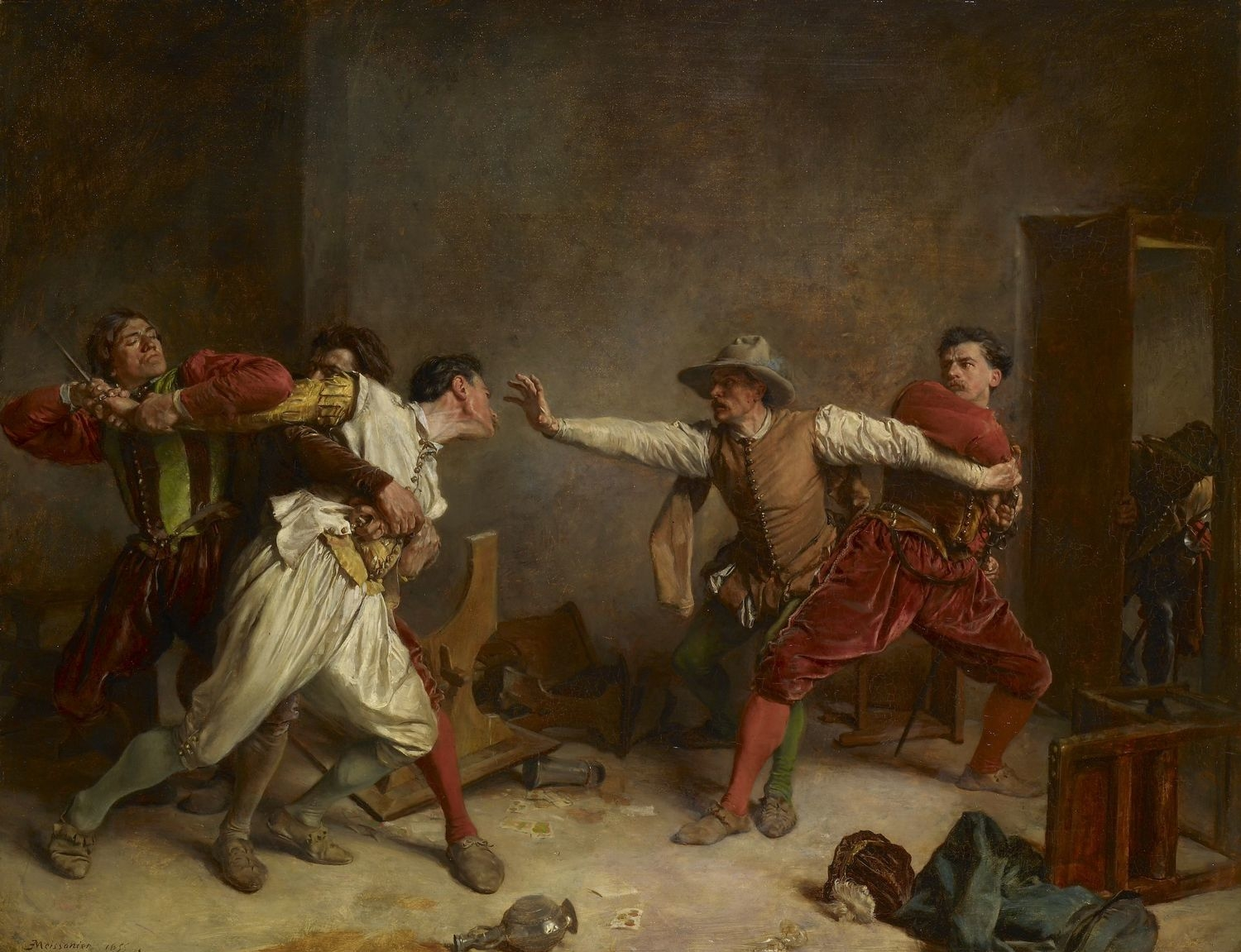
Ernest Meissonier, La reyerta, 1855

En muchas jurisdicciones jurídicas relacionadas con el Derecho anglosajón, la reyerta es un delito de orden público consistente en la pelea de una o más personas en un lugar público para terror (en francés: à l'effroi) de la gente corriente. Dependiendo de sus acciones, y de las leyes de la jurisdicción vigente, los participantes en una reyerta también pueden ser procesados por asalto, reunión ilegal o disturbios; si es así, normalmente se les acusa de uno de estos delitos.

## Reino Unido

### Inglaterra y Gales
El 1 de abril de 1987 se abolió en Inglaterra y Gales el delito de alteración del orden público. La reyerta es ahora un delito tipificado por ley que se puede juzgar en ambos sentidos. Fue creado por el artículo 3 de la Ley de Orden Público de 1986, que establece lo siguiente:

(1) Una persona es culpable de reyerta del orden público si utiliza o amenaza con utilizar violencia ilegal contra otra persona y su conducta es tal que haría temer por su seguridad personal a una persona de firmeza razonable presente en el lugar de los hechos.

(2) Cuando 2 o más personas empleen o amenacen con emplear la violencia ilícita, será la conducta de todas ellas en conjunto la que deberá tenerse en cuenta a efectos del apartado (1).
(3) A los efectos de este artículo, una amenaza no puede formularse únicamente mediante el uso de palabras.
(4) No es necesario que ninguna persona con una firmeza razonable esté o pueda estar presente en el lugar de los hechos.
(5) La reyerta puede cometerse tanto en lugares privados como públicos.
(6) ... [Derogado]

(7) Una persona culpable de reyerta del orden público podrá ser condenada a una pena de prisión no superior a 3 años o a una multa, o a ambas cosas, o en juicio sumario a una pena de prisión no superior a 6 meses o a una multa no superior al máximo legal, o a ambas cosas.

El artículo 3 establecía que un agente podía detener sin orden judicial a cualquier persona de la que sospechara razonablemente que estaba cometiendo una reyerta, pero este apartado fue derogado por el apartado 26 del anexo 7 y el anexo 17 de la Ley de 2005 sobre la Policía y la Delincuencia Organizada Grave, que incluye disposiciones más generales para que la policía realice detenciones sin orden judicial.
El mens rea de la reyerta es que la persona es culpable de reyerta sólo si tiene la intención de usar o amenazar con violencia o es consciente de que su conducta puede ser violenta o amenazar con violencia.
El delito de reyerta ha sido utilizado por el Gobierno de Su Majestad para abordar el problema de las personas ebrias o violentas que causan graves problemas en los aviones.
En R v Childs & Price (2015), el Tribunal de Apelación anuló un veredicto de asesinato y lo sustituyó por una reyerta, tras desestimar una alegación de propósito común.

### Irlanda del Norte
La reyerta es un delito grave a efectos del capítulo 3 de la Orden de Justicia Penal (Irlanda del Norte) de 2008.

## Australia
En Nueva Gales del Sur, el artículo 93C de la Ley de Delitos de 1900 define que una persona será culpable de reyerta si amenaza con ejercer violencia ilegal contra otra y su conducta es tal que haría temer por su seguridad personal a una persona de firmeza razonable presente en el lugar de los hechos. Una persona sólo será culpable de alteración del orden público si tiene la intención de usar o amenazar con usar la violencia o es consciente de que su conducta puede ser violenta o amenazar con usarla. La pena máxima por un delito de alteración del orden público contrario al artículo 93C es de 10 años de prisión.
En Queensland, el artículo 72 del Código Penal de 1899, define la reyerta como la participación en una pelea en la vía pública o la participación en una pelea de tal naturaleza que alarme al público en cualquier otro lugar al que el público tenga acceso. Esta definición está tomada de la del proyecto de Código Penal inglés de 1880, cl. 96. El artículo 72 dice: "Toda persona que participe en una pelea en un lugar público, o participe en una pelea de tal naturaleza que alarme al público en cualquier otro lugar al que el público tenga acceso, comete un delito menor. Pena máxima: 1 año de prisión".
En Victoria, la reyerta fue un delito de derecho consuetudinario hasta 2017, cuando se abolió y se sustituyó por el delito tipificado en el artículo 195H de la Ley de Delitos de 1958 (Vic). El artículo define la reyerta como el uso o la amenaza de violencia ilegal por parte de una persona de una manera que causaría terror a una persona de firmeza razonable presente en el lugar. Sin embargo, una persona que comete esta conducta sólo puede ser declarada culpable de reyerta si el uso o la amenaza de violencia era intencionado, o si la persona era imprudente en cuanto a si la conducta implicaba el uso o la amenaza de violencia. Si se le declara culpable, la pena máxima que se le puede imponer por ultraje es de 5 años de prisión o, si en el momento de cometer el delito la persona llevaba la cara cubierta para ocultar su identidad o para protegerse de los efectos de sustancias antidisturbios, de 7 años de prisión.

## India
El Código Penal indio (art. 159) adopta la antigua definición inglesa de alteración del orden público (affray), sustituyéndola por "perturbación real de la paz por causar terror a los ocupantes".

## Nueva Zelanda
En Nueva Zelanda, el artículo 7 de la Ley de Delitos Sumarios de 1981 codifica la reyerta como "pelea en un lugar público".

## Sudáfrica
Según el derecho romano-neerlandés vigente en Sudáfrica, la reyerta entra dentro de la definición de vis publica.

## Estados Unidos
En los Estados Unidos se aplica el derecho consuetudinario inglés en materia de reyertas, con algunas modificaciones introducidas por las leyes de determinados Estados.